# Prosevania lombokiensis
Prosevania lombokiensis är en stekelart som först beskrevs av Gyöö Viktor Szépligeti 1903.  Prosevania lombokiensis ingår i släktet Prosevania och familjen hungersteklar. Inga underarter finns listade i Catalogue of Life.